# All We Got
All We Got è un singolo del disc jockey tedesco Robin Schulz pubblicato il 16 ottobre 2020 come sesto estratto dal quarto album in studio IIII.
Il brano vede la partecipazione vocale di Kiddo.

## Classifiche

### Classifiche settimanali
| Classifica (2021) | Posizione massima |
| ----------------- | ----------------- |
| Belgio (Fiandre)  | 12                |
| Belgio (Vallonia) | 10                |
| Croazia           | 8                 |
| Francia           | 19                |
| Italia            | 46                |
| Lituania          | 68                |
| Norvegia          | 16                |
| Paesi Bassi       | 5                 |
| Repubblica Ceca   | 6                 |
| Romania           | 10                |
| Slovacchia        | 6                 |
| Svezia            | 90                |

### Classifiche di fine anno
| Classifica (2021) | Posizione |
| ----------------- | --------- |
| Austria           | 35        |
| Belgio (Fiandre)  | 45        |
| Belgio (Vallonia) | 35        |
| Croazia           | 35        |
| Francia           | 103       |
| Germania          | 29        |
| Paesi Bassi       | 40        |
| Polonia           | 28        |
| Svizzera          | 30        |